# Paris-secret
Pour les articles homonymes, voir Paris top secret.
Paris-secret est un documentaire français réalisé par Édouard Logereau et sorti en 1965.
Montrant un Paris « insolite et méconnu », Paris-secret sort dans cinq salles et arrive en tête du box-office parisien hebdomadaire, en attirant 39 837 spectateurs.
Le film a tout d'abord été visé plusieurs mois par la censure, à cause de quelques plans montrant des prostituées devant un hôtel meublé.

## Fiche technique
Sauf indication contraire, les informations mentionnées dans cette section peuvent être confirmées par les bases de données cinématographiques IMDb et Allociné,  présentes dans la section « Liens externes ».
- Titre : Paris-secret
- Réalisation : Édouard Logereau
- Scénario : Édouard Logereau, Claude Brulé, Pierre Roustang et Tom Rowe[note 1]
- Commentaires : Romain Bouteille et Henri Garcin
- Photographie : Roland Pontoizeau
- Assistant réalisateur : Nikita Mandryka
- Montage : Pierre Gillette, Jacques Doillon
- Musique : Alain Goraguer
- Production : Arthur Cohn
- Format : couleurs (Eastmancolor) — 35 mm — son mono
- Pays d'origine :  France
- Genre : documentaire
- Durée : 89 minutes (2 418 mètres)[3]
- Date de sortie (France) : 17 mai 1965[3],[note 2]
- Classification : interdiction aux mineurs de moins de seize ans[3]
- Sorties à l'étranger :
  -  Japon : le 17 juillet 1965
  -  Royaume-Uni : en septembre 1965
  -  États-Unis : le 3 septembre 1965, à New York
  -  Finlande : le 6 janvier 1967, sous le titre Alastomat salaisuudet
  -  Mexique : le 28 septembre 1967, sous le titre Los secretos de París
  -  Suède : le 8 janvier 1968
  -  Danemark : le 19 août 1968, sous le titre Paris' hemmeligheder
  -  Argentine, sous le titre Paris secreta
  -  Allemagne de l'Ouest, sous le titre Paris - Geheim

## Distribution
- Romain Bouteille : narrateur
- Henri Garcin : narrateur

## Box-office
| Semaine | Semaine                       | Rang | Entrées | Cumul           | no 1 du box-office hebdo.           |
| ------- | ----------------------------- | ---- | ------- | --------------- | ----------------------------------- |
| 1       | 9 juin au 15 juin 1965        | 1er  | 39 837  | 39 837 entrées  | Paris-secret                        |
| 2       | 16 juin au 22 juin 1965       | 3e   | 25 255  | 64 642 entrées  | L'Arme à gauche                     |
| 3       | 23 juin au 29 juin 1965       | 6e   | 19 666  | 84 308 entrées  | L'Arme à gauche                     |
| 4       | 30 juin au 6 juillet 1965     | 5e   | 19 310  | 103 618 entrées | Furia à Bahia pour OSS 117          |
| 5       | 7 juillet au 13 juillet 1965  | 10e  | 13 475  | 117 093 entrées | Merveilleuse Angélique              |
| 6       | 14 juillet au 20 juillet 1965 | 17e  | 11 754  | 128 847 entrées | Merveilleuse Angélique              |
| 7       | 21 juillet au 27 juillet 1965 | 12e  | 12 442  | 141 289 entrées | Merveilleuse Angélique              |
| 8       | 8 juillet au 3 août 1965      | 13e  | 11 262  | 152 551 entrées | Rio Bravo (reprise)                 |
| 9       | 4 août au 10 août 1965        | 9e   | 17 587  | 170 138 entrées | La Fabuleuse Aventure de Marco Polo |
| 10      | 11 août au 17 août 1965       | 15e  | 11 366  | 181 504 entrées | Espionnage à Bangkok pour U-92      |

## Bande-originale
La musique du film, composée par Alain Goraguer, est publiée en 1964 chez Barclay.

## Autour du film
Une scène du film-documentaire devait montrer une jeune fille de dix-sept posant nue de dos en train de se faire tatouer une Tour Eiffel et une rose sur la fesse. Quinze jours après le tournage, le dessin est prélevé par exérèse (l'opération est aussi filmée) et devient la propriété du producteur, qui comptait ensuite le vendre sous verre aux enchères,. Le contrat de l'actrice débutante lui octroie une rémunération de 500 francs pour cet acte et parle d'un simple « détatouage » alors que l'œuvre est ôtée au moyen d'une véritable opération chirurgicale. Le commentaire du narrateur explique que le lambeau de peau sera vendu « au prix d’un Picasso ».
L'opération laisse une importante cicatrice et oblige l'ex-tatouée à subir une interruption totale de travail de plusieurs semaines. Elle assigne la production à annuler le contrat et recevoir des dommages-intérêts. La cour juge le contenu du contrat immoral, en plus de concerner une mineure, l'expression de « détatouage » mensongère, et la séquence « susceptible de nuire aux bonnes mœurs » ; la mineure est considérée comme « amenée à trafiquer de son corps pour une somme dérisoire »,. La justice ordonne la suppression de la scène du film et la restitution du lambeau de peau à sa propriétaire, tout en condamnant la production à verser à la jeune femme une indemnité de 30 000 francs,. La cour renvoie également la victime vers un nouveau spécialiste. Il est de manière générale impossible en France de pouvoir de conclure des conventions sur tout ou partie du corps humain (chose hors commerce), selon le principe de non-patrimonialité du corps humain,,,,,.